# Apristurus australis
Apristurus australis е вид хрущялна риба от семейство Scyliorhinidae.

## Разпространение
Видът е разпространен в Австралия (Виктория, Западна Австралия, Куинсланд, Нов Южен Уелс и Южна Австралия).